# 庞人铨
庞人铨（1897年10月16日—1922年1月17日），字寿纯，笔名龙庵，湖南省湘潭县（今楠竹山镇）人，湖南工人运动领袖，烈士。:54

## 生平
1897年10月16日，庞人铨出生在湖南省湘潭县（今楠竹山镇）。:54庞人铨先后就读于湘潭西路高等小学、楚山观高等小学。:541913年考入湖南甲等工业学校染织科，作诗曰：“愿以铁锤平社会，欲将机杼强人生。”:541917年毕业后在湘潭织布厂成为一名技术工人，开始从事工人运动。:541919年，湖南省驱张运动期间，庞人铨加入了湘军。1920年6月，庞人铨感慨社会昏暗回到湘潭县，9月在长沙城遇到黄爱，两人一同组建了湖南劳工会，他任出版部主任兼驻会干事。:54之后，在毛泽东和何叔衡的指引下接受马克思主义思想。:541921年年底，庞人铨在毛泽东的介绍下加入中国社会主义青年团。1922年1月，湖南第一纱厂爆发了年终索要薪水的斗争，湖南省省长赵恒锡派兵镇压了索要薪水的工人，庞人铨发表文章痛斥腐败的湖南省政府，并且亲自去省政府质问：“我早就下了牺牲一己以殉纱厂问题的决心，早就打算以项上的鲜血洗涤天下一切污泥浊水。”:541月16人，庞人铨被捕，17日，庞人铨在长沙城浏阳门外被杀害，年仅24岁。:541926年，庞人铨的遗骨安葬在岳麓山。:54

## 家庭
庞人铨的哥哥庞人健在秋收起义后被捕，9月21日在长沙城浏阳门外被杀害。:54